# Phil Lynott
Phil Lynott   (West Bromwich, 20 d'agost de 1949 - Salisbury, 4 de gener de 1986) va ser un cantant, instrumentista i compositor irlandès. Conegut per ser baixista, cantant principal, compositor i líder fundador del grup de rock irlandès Thin Lizzy, amb Noel Bridgeman. Durant la seva carrera ha tocat amb molts de músics famosos com són Gary Moore, Mark Knopfler, Brian Downey, Steve Jones i molts altres grans mags de la música.

## Biografia
Lynott va néixer a West Bromwich, Anglaterra, fill d'un guyanès i d'una irlandesa, Philomena Lynott, cognom que va escollir el cantant en lloc del del seu pare. El seu pare va abandonar la seva mare, tornant al seu país natal, només tres setmanes després que Phil nasqués. No el va conèixer fins a finals dels anys 70. Lynott va passar part dels seus primers anys a Moss Side, Manchester, i després se'n va anar a viure amb la seva àvia a Crumlin, Dublín, Irlanda.

### Thin Lizzy
A mitjans dels anys setanta, Lynott va començar a cantar en la seva primera banda, The Black Eagles. En aquesta època va conèixer a Brian Downey i van formar Thin Lizzy, a voltants del 1969 a Dublín. Phil era el baixista, cantant principal, compositor, líder i fundador del grup. Lynott, que era mulat, es va inspirar en Jimi Hendrix i el va imitar una mica en el seu aspecte físic. El seu primer èxit va ser el single "Whiskey in the Jar", versió d'una cançó irlandesa. Aquest single va arribar al top 10 al 1973.
El 1978, va col·laborar en la versió musical de Jeff Wayne de La Guerra dels Móns, cantant i actuant. El 1979, sota el nom de The Greedies, va gravar una cançó nadalenca, "A Merry Jingle", junt amb altres membres de Thin Lizzy i juntament a Steve Jones i Paul Cook, dels Sex Pistols.
El 1983, Thin Lizzy es va desfer com a grup, i després Lynott va enregistrar "We Are The Boys" amb Roy Wood, Chas Hodges i John Coghlan, i va col·laborar amb un vell amic seu, el guitarrista Gary Moore amb la cançó "Out in the Fields" que va ser la cançó número 5 en el Regne Unit en 1985, la cançó més exitosa de Lynott a les llistes. El seu darrer single, "Nineteen", llançat poques setmanes abans de la seva mort, va ser produït per Paul Hardcastle.
Els seus darrers dies els va passar entre drogues i alcohol. La nit del 25 de desembre de 1985 va haver de ser traslladat a l'hospital, ja que havia sofert una sobredosi d'heroïna. Va morir el 4 de gener de 1986, per causa d'una aturada cardíaca i pneumònia, als 36 anys.